# Entanoneura costalis
Entanoneura costalis is een insect uit de familie van de Mantispidae, die tot de orde netvleugeligen (Neuroptera) behoort. 
Entanoneura costalis is voor het eerst wetenschappelijk beschreven door Erichson in 1839.